# HD 116338
HD 116338，又名CD-49 7884，SAO 224104、HR 5046，是一颗恒星，视星等为6.48，位于銀經308.29，銀緯12.71，其B1900.0坐标为赤經13h 17m 51.4s，赤緯-49° 12.71′ 58″。